# Gerald Vincke
Gerald (Jerry) Lee Vincke (ur. 9 lipca 1964 w Saginaw) – amerykański duchowny katolicki, biskup Salina od 2018.

## Życiorys
Święcenia kapłańskie otrzymał 12 czerwca 1999 i został inkardynowany do diecezji Lansing. Był m.in. dyrektorem ośrodka dla młodzieży, dyrektorem kilku kurialnych wydziałów oraz ojcem duchownym Papieskiego Kolegium Północnoamerykańskiego w Rzymie. W 2015 objął probostwo w Grand Blanc.
13 czerwca 2018 papież Franciszek mianował go ordynariuszem diecezji Salina. Sakrę przyjął 22 sierpnia 2018 z rąk arcybiskupa Josepha Naumanna.